# Johnny Dodds
Johnny Dodds, född 12 april 1892 i Waveland, Mississippi, död 8 augusti 1940 i Chicago, var en amerikansk jazzklarinettist och altsaxofonist från New Orleans. Han spelade in musik själv men också med Joe King Oliver, Jelly Roll Morton, Lovie Austin och Louis Armstrong. Han var äldre bror till Baby Dodds.

## Biografi
Johnny Dodds föddes i Waveland, Mississippi. Han flyttade till New Orleans när han var ung och studerade klarinett med Lorenzo Tio. Han flyttade till Chicago senare och spelade med Oliver's Creole Jazz Band. Med det bandet spelade han in sina första inspelningar 1923. 
Johnny Dodds spelade inte in alls mycket under 1930-talet på grund av sjukdom. Han dog av en hjärtattack 1940.